# Citroën Visa
El Citroën Visa es un automóvil de turismo del segmento B de la marca francesa Citroën que fue producido entre los años 1978 y 1988. Es un hatchback de cinco puertas con motor delantero y tracción delantera. Fue reemplazado directamente en 1988 por el Citroën AX.

## Origen y desarrollo
A finales de los años 60, la gama económica de Citroën, basada en el veterano Citroën 2 CV, ya no era competitiva, y la empresa, aunque estaba inmersa en graves problemas financieros, se propuso desarrollar un automóvil pequeño y moderno que sustituyese al Ami. De este modo nació en 1968 el proyecto RA, que aprovechaba la plataforma del Fiat 127 para desarrollar los primeros prototipos —no hay que olvidar que la firma italiana tenía acuerdos de colaboración con Citroën—. Sin embargo, los resultados no satisficieron a los franceses y en 1971 cancelaron el proyecto para iniciar uno nuevo, el Y2, ya sin la colaboración de la empresa de Turín. Se creó entonces una nueva plataforma pensada para albergar los motores del 2 CV y el GS. En 1972, aparecieron los primeros prototipos. En 1973, Citroën, cuya situación financiera era muy complicada, se desvinculó de Fiat, pese a lo cual el proyecto siguió su curso. Los prototipos que salían a la luz mostraban unas líneas que se iban pareciendo a las del futuro Visa. En 1974, Citroën entró en bancarrota, lo que puso en peligro el proyecto Y2. Al final, Peugeot absorbió a Citroën en 1975 y la salvó de la muerte. 
Para poner en orden las finanzas de Citroën, los nuevos gestores decidieron tomar una serie de medidas que afectaban a la política de nuevos modelos. En relación con el proyecto Y2, que a partir de entonces se denominaría VD, Peugeot impuso nuevas condiciones. Por motivos de racionalización industrial se empleó la plataforma del Peugeot 104, modelo con el que compartiría —con determinadas modificaciones— tren anterior, dirección y buena parte de las mecánicas, entre otros elementos. Esta base también la emplearían otros modelos, como los Citroën LN y LNA ―prácticamente unos Peugeot disfrazados de Citroën— o los Talbot Samba. Robert Opron y Jean Giret se encargarían de diseñar la carrocería, inspirada en la del proyecto Y2. Al final, el Visa sería el modelo que más se diferenciaría del Peugeot 104.
Curiosamente, el desarrollo efectuado sobre una plataforma propia, proyecto TA, fue repescado y terminaría originando el Oltcit (o Citroën Axel para los pocos mercados occidentales donde se llegó a ofrecer), fabricado en pequeñas series en Rumanía a mediados de la década de 1980, y cuyo parentesco estético con el Visa es evidente, aunque con mayor anchura, suspensiones diferentes, motores de cuatro cilindros propios de Citroën (tomados de los GSA) y tres puertas en lugar de cinco (aunque también se llegó a presentar un Oltcit de cinco puertas).

## Presentación y vida comercial

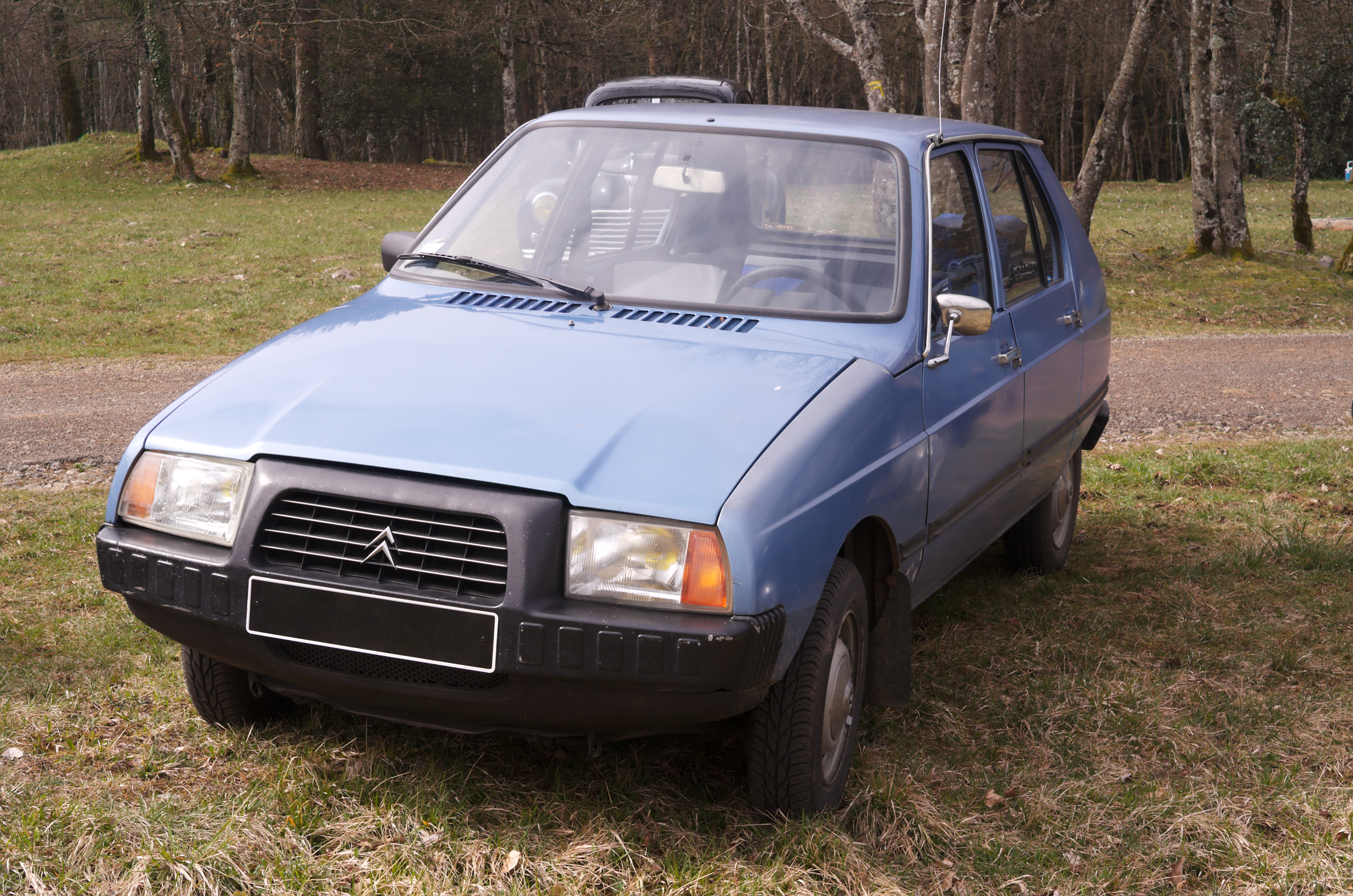
Citroën Visa de la primera serie.

El Visa fue presentado en el Salón del Automóvil de París de 1978 como relevo del Ami 8. Su estética resultó moderna y original, en consonancia con lo esperado de un Citroën, sobre todo en el interior, con sus peculiares mandos dispuestos en satélites a los lados del volante y los medidores cuadrados tipo moto. Con todo, la línea no resultó muy agraciada según la percepción de la época, por lo cual, a pesar de reconocerse su buen comportamiento, funcionalidad y economía, tuvo una acogida comercial más bien tibia.

En un primer momento existieron las variantes Spécial y Club, con un motor de dos cilindros de 652 cm³ derivado del 2 CV, y Super, con un moderno cuatro cilindros Peugeot de 1124 cm³.

## Renovación de 1981 y posterior ampliación de la gama

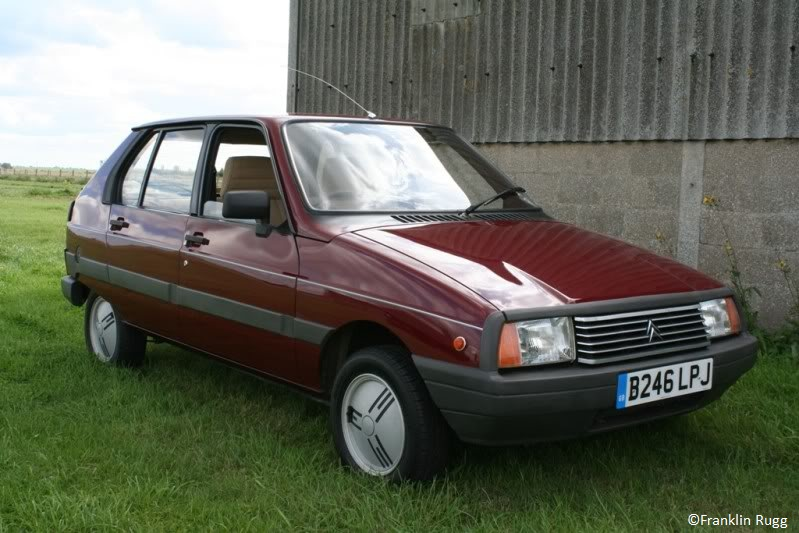
Citroën Visa TRS

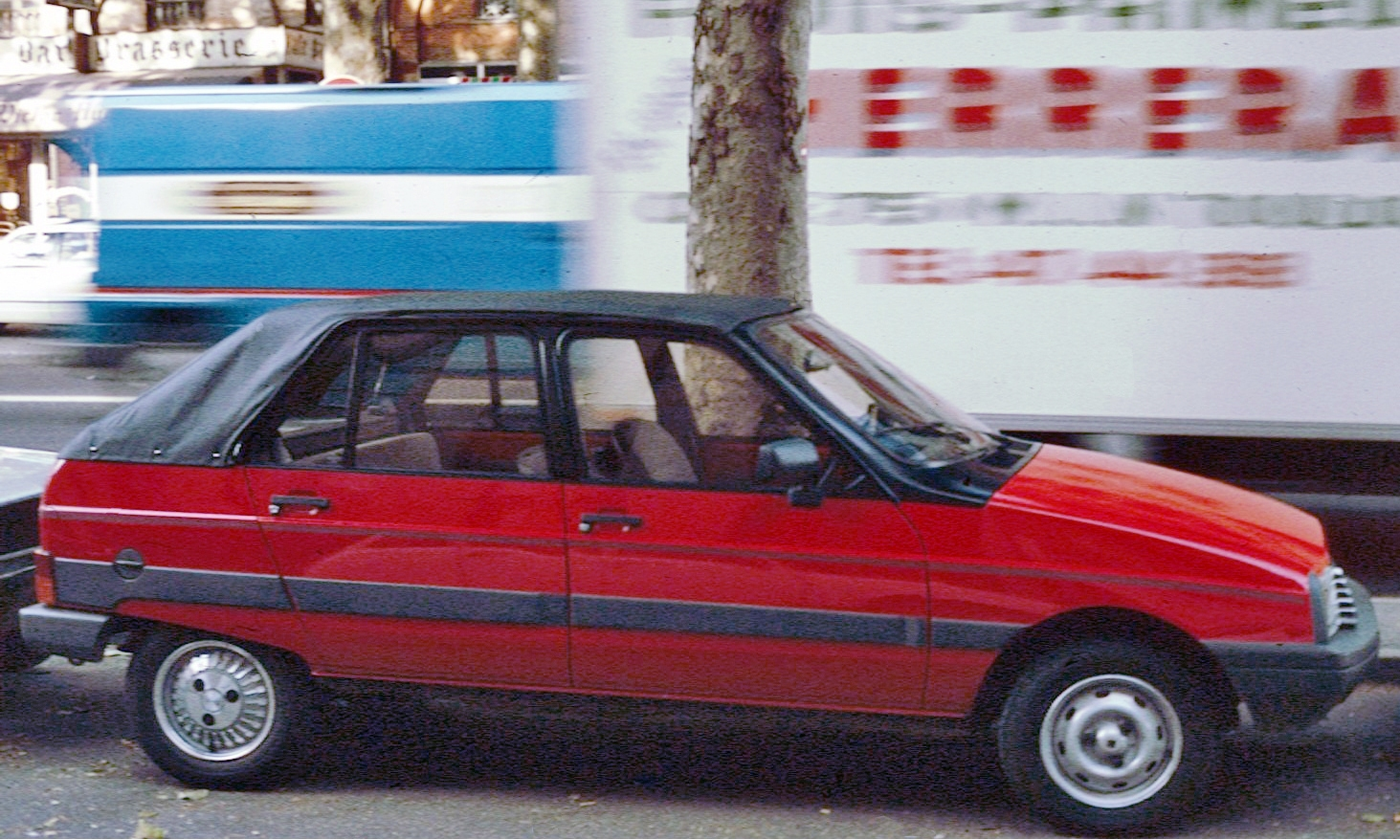
Citroën Visa descapotable

En 1984, se rediseñó el interior eliminado los satélites —sustituidos por palancas— e introduciendo un cuadro de instrumentos más convencional, idéntico al de la C15. De paso se puso un mayor cuidado en la terminación, sin que ello alterase su carácter eminentemente funcional. Se presentaron entonces algunas de las versiones más interesantes, como la 14 TRS (con un agradable y económico motor de 1360 cm³ y 60 CV y un relativamente completo equipamiento) o la diésel con dos niveles de equipamiento, el D y el RD, que se diferencian en los plásticos exteriores que lo envuelven casi por completo (con el excelente motor de 1769 cm³ y 60 CV), sin dejar de mencionar la comercial derivada C15. 

### Visa GTI
En 1985, apareció el Visa GTI, una versión verdaderamente deportiva que tomaba del Peugeot 205 GTI el tren anterior completo y la mecánica —de 1580 cm³ y 105 CV; en 1986 aumentaría su potencia a 115 CV—. Exteriormente, recibió varias modificaciones que lo hicieron mucho más atractivo y deportivo. En el frontal, se colocaron faros redondos dobles. Lateralmente, se añadieron aletines y estribos. Y en la trasera, se instalaron dos pequeños alerones, uno en el techo y otro debajo de la luneta trasera. Aletines, estribos, parachoques y el ribeteado de los faros y la calandra iban pintados en el mismo color que la carrocería. Además, las llantas eran de aleación. En el interior, destacaban el volante deportivo y la tapicería exclusiva. Las suspensiones eran muy firmes y 4 cm más bajas que en el resto de la gama, lo cual resaltaba su carácter deportivo. La relación de cambio era algo más corta que en el 205 GTI, lo que unido a su bajo peso (870 kg) hacía que tuviese un comportamiento muy vivo.

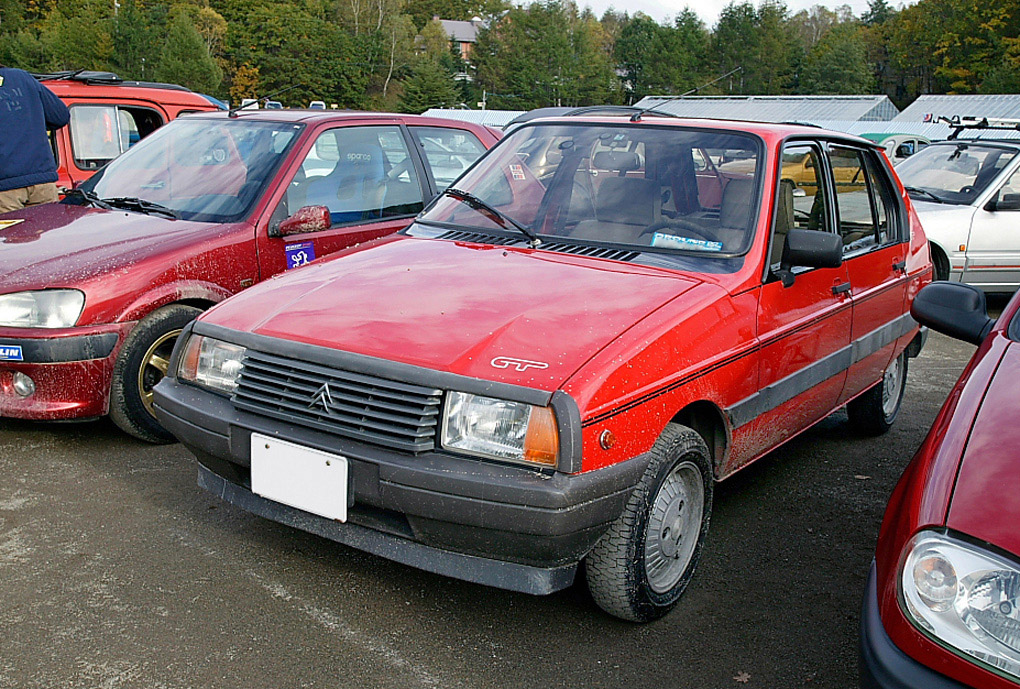
Citroën Visa GT
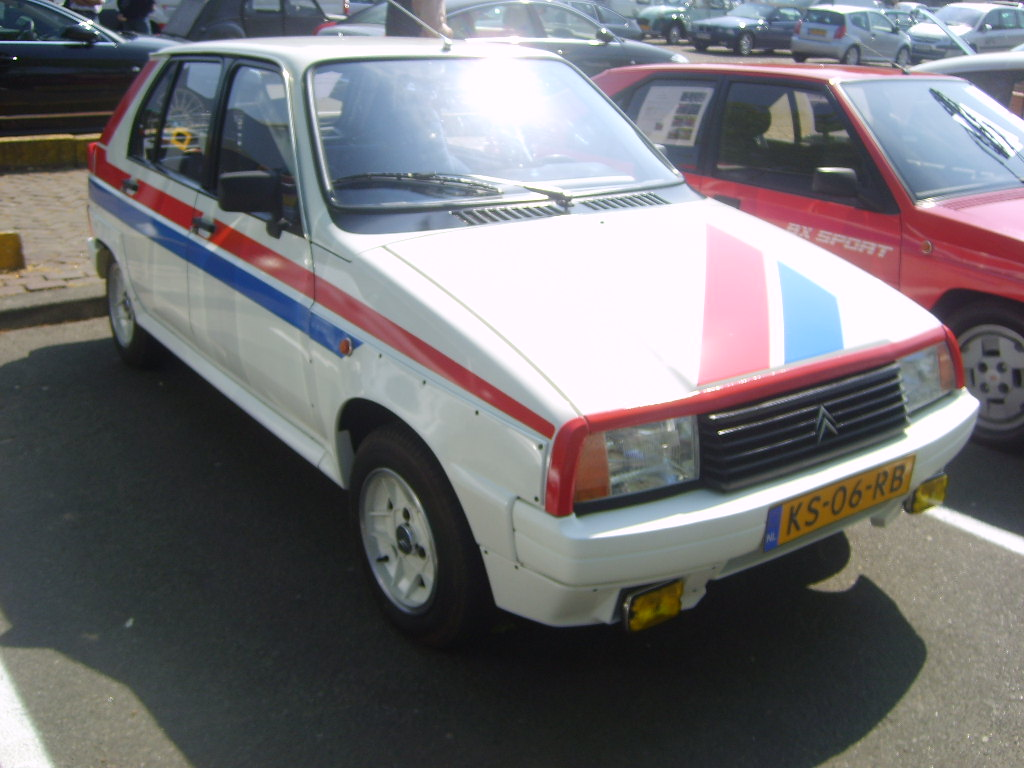
Citroën Visa Chrono
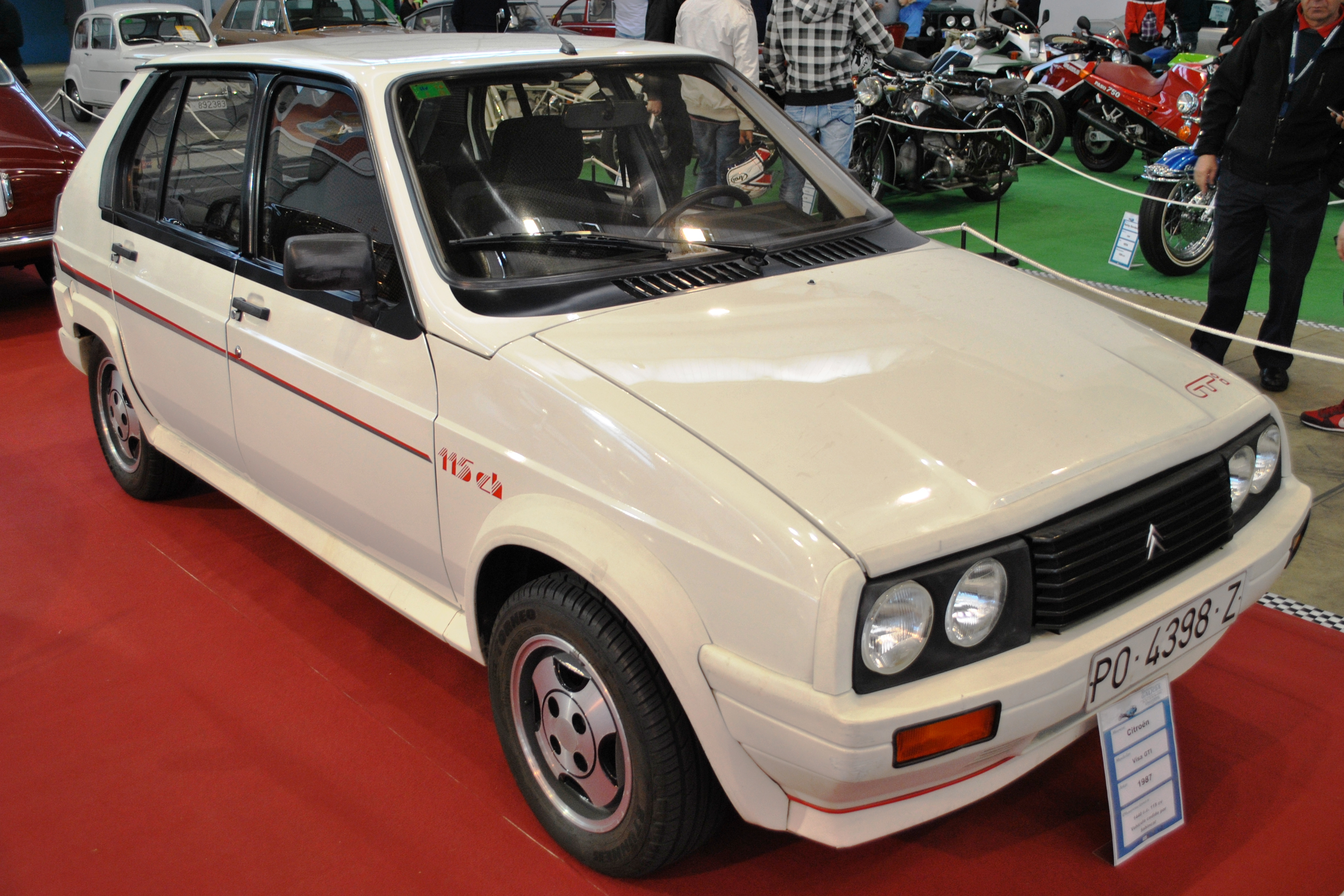
Citroën Visa GTI

## Final
Con la aparición del Citroën AX en 1987, más moderno y pequeño, se empezaron a retirar algunas de las versiones del mercado, desapareciendo totalmente de catálogo a finales de 1988, coincidiendo con el lanzamiento del AX diésel.
Se habían producido más de 1,2 millones de unidades, lo cual supuso un resultado comercialmente aceptable, aunque cabe mencionar el notable éxito de la Citroën C15, con un montante similar hasta el fin de su producción en 2005.

## Competición

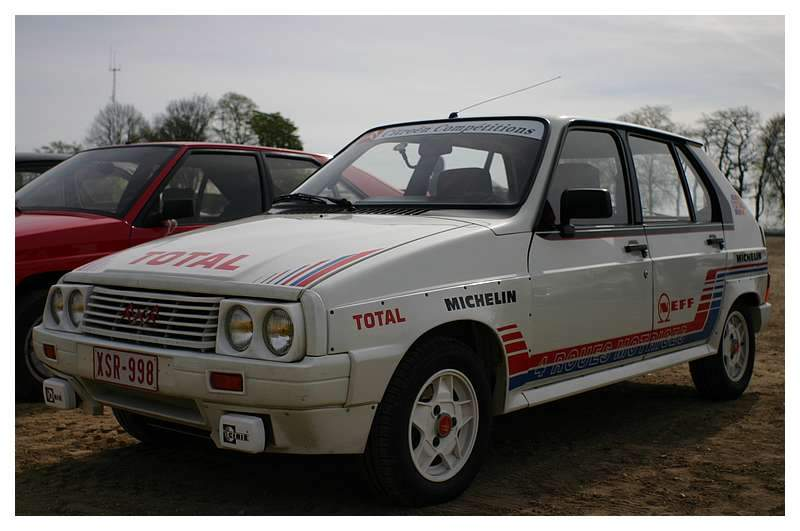
Citroën Visa 1000 Pistes

## Motorizaciones
| Periodo                        | 1978-1987             | 1986-1988             | 1978-1988             | 1980-1982             | 1985-1987             | 1982-1985                | 1982                                     | 1983                         | 1985-1986             | 1986-1988             |
| Identificación del motor       | V06                   | XV                    | XW7                   | X25X                  | XY7                   | XY8                      | XYR                                      | -                            | XU5 J                 | XU5 JA                |
| Tipo de motor                  | B2 4v, carburación    | L4 8v, carburación    | L4 8v, carburación    | L4 8v, carburación    | L4 8v, carburación    | L4 8v, doble carburación | L4 8v, doble carburación de doble cuerpo | L4 8v, cuádruple carburación | L4 8v                 | L4 8v                 |
| Diámetro x carrera             | 74.0 mm × 70.0 mm     | 70.0 mm × 62.0 mm     | 72.0 mm × 69.0 mm     | 75.0 mm × 69.0 mm     | 75.0 mm × 77.0 mm     | 75.0 mm × 77.0 mm        | 75.0 mm × 77.0 mm                        | 75.0 mm × 77.0 mm            | 83.0 mm × 73.0 mm     | 83.0 mm × 73.0 mm     |
| Cilindrada                     | 652 cm³               | 954 cm³               | 1124 cm³              | 1219 cm³              | 1361 cm³              | 1361 cm³                 | 1361 cm³                                 | 1361 cm³                     | 1580 cm³              | 1580 cm³              |
| Potencia máxima: CV (kW) @ rpm | 35 CV (25 kW) @ 5750  | 45 CV (33 kW) @ 6000  | 50 CV (36 kW) @ 5500  | 64 CV (47 kW) @ 6000  | 60 CV (44 kW) @ 5000  | 80 CV (59 kW) @ 5800     | 93 CV @ 5800                             | 112 CV (82 kW) @ 6800        | 105 CV (77 kW) @ 6250 | 115 CV (85 kW) @ 6250 |
| Par máximo: Nm @ rpm           | 49 Nm @ 3500          | 66 Nm @ 3000          | 84 Nm @ 2500          | 91 Nm @ 3000          | 105 Nm @ 2500         | 108 Nm @ 2800            | 125 Nm @ 4500                            | 131 Nm @ 4500                | 134 Nm @ 4000         | 134 Nm @ 4000         |
| Tracción                       | Delantera             | Delantera             | Delantera             | Delantera             | Delantera             | Delantera                | Delantera                                | Total                        | Delantera             | Delantera             |
| Transmisión                    | Manual, 4 velocidades | Manual, 4 velocidades | Manual, 4 velocidades | Manual, 4 velocidades | Manual, 4 velocidades | Manual, 5 velocidades    | Manual, 5 velocidades                    | Manual, 5 velocidades        | Manual, 5 velocidades | Manual, 5 velocidades |
| Peso                           | 745 kg                | 810 kg                | 800 kg                | 815 kg                | 830 kg                | 830 kg                   | 850 kg                                   | 850 kg                       | 870 kg                | 870 kg                |
| Aceleración 0–100 km/h         | 29.3 s                | 19.8 s                | 16.6 s                | 14.0 s                | 14.0 s                | 10.9 s                   | 10.2 s                                   | 8.7 s                        | 9.1 s                 | 8.8 s                 |
| Velocidad máxima               | 128 km/h              | 133 km/h              | 144 km/h              | 155 km/h              | 153 km/h              | 168 km/h                 | 173 km/h                                 | 183 km/h                     | 188 km/h              | 192 km/h              |
| Consumo combinado (L/100 km)   | 5.4                   | 6.6                   | 7.7                   | 8.3                   | 6.3                   | 7.3                      | 8.5                                      | 9.0                          | 7.4                   | 7.8                   |

| Periodo                        | 1984-1988             |           |           |           |           |           |           |
| Identificación del motor       | XUD7 K                |           |           |           |           |           |           |
| Tipo de motor                  | L4 8v                 |           |           |           |           |           |           |
| Diámetro x carrera             | 80.0 mm × 88.0 mm     |           |           |           |           |           |           |
| Cilindrada                     | 1769 cm³              |           |           |           |           |           |           |
| Relación de compresión         | 23.0: 1               |           |           |           |           |           |           |
| Potencia máxima: CV (kW) @ rpm | 60 CV (44 kW) @ 4600  |           |           |           |           |           |           |
| Par máximo: Nm @ rpm           | 110 Nm @ 2000         |           |           |           |           |           |           |
| Tracción                       | Delantera             | Delantera | Delantera | Delantera | Delantera | Delantera | Delantera |
| Transmisión                    | Manual, 4 velocidades |           |           |           |           |           |           |
| Peso                           | 890 kg                |           |           |           |           |           |           |
| Aceleración 0–100 km/h         | 15.9 s                |           |           |           |           |           |           |
| Velocidad máxima               | 152 km/h              |           |           |           |           |           |           |
| Consumo combinado (L/100 km)   | 5.2                   |           |           |           |           |           |           |